# Episema colladoi
Episema colladoi là một loài bướm đêm trong họ Noctuidae.